# 鳳眼餃
鳳眼餃用澄麵皮包起已調味的鮮蝦和帶子，捏成船狀再於中央加上魚翅和蟹子裝飾即可，味道很清爽。除了幾間經營懷舊點心的茶樓和酒店外，鳳眼餃已消失於香港大部分連鎖式的食肆。